# Tania Haiböck
Tania Haiböck (* 3. März 1974 in Linz) ist eine ehemalige österreichische Triathletin und Duathletin. Sie ist Olympiastarterin (2008) und mehrfache österreichische Staatsmeisterin (2002, 2004, 2005, 2006, 2008).

## Werdegang
Seit 1996 arbeitet sie als Volksschullehrerin und fing zur selben Zeit mit dem Triathlon an. Tania Haiböck startet für das Team Zisser Enns und sie wurde trainiert von Bernhard Hiebl.
2002 und 2004 wurde sie Triathlon-Staatsmeisterin auf der Kurzdistanz. Seit 2005 startete sie als Triathlon-Profi und in Alanya konnte sie im Europacup ihr erstes internationales Rennen gewinnen. 2005 und erneut 2006 holte sie sich den Titel der Duathlon-Staatsmeisterin.
Zwischen 2006 und 2010 war Korporal Tania Haiböck Heeressportlerin im Heeressportzentrum des Österreichischen Bundesheers. 2007 wurde sie in Kopenhagen bei der Europameisterschaft Zweite in der Mannschaftswertung, zusammen mit Kate Allen und Eva Maria Dollinger.

### Olympische Sommerspiele 2008
Tania Haiböck startete 2008 für Österreich in Peking bei den Olympischen Spielen, wo sie den 28. Rang belegte. Im September 2008 wurde sie auf der Wiener Donauinsel bereits das dritte Mal Triathlon-Staatsmeisterin auf der olympischen Distanz.
Seit 2008 tritt Tania Haiböck nicht mehr international in Erscheinung.

### Privates
Im Januar 2009 kündigte Haiböck an, eine Babypause einlegen zu wollen und 2011 kam ihre zweite Tochter zur Welt. Sie ist verheiratet und lebt mit ihrem Mann, dem Triathleten Dietmar Haiböck und den beiden Töchtern in der Nähe von Linz, wo sie als Volksschullehrerin tätig ist.

## Sportliche Erfolge
| Datum/Jahr    | Rang | Wettbewerb                           | Austragungsort | Zeit        | Bemerkung |
| ------------- | ---- | ------------------------------------ | -------------- | ----------- | --- |
| 13. Sep. 2008 | 1    | ÖTRV Staatsmeisterschaft Triathlon   | Wien           | 01:57:12    | Zweite beim Vienna City Triathlon auf der olympischen Distanz im ITU Triathlon European Cup – und damit zum dritten Mal Triathlon-Staatsmeisterin (1,5 km Schwimmen, 40 km Radfahren und 10 km Laufen) |
| 18. Aug. 2008 | 28   | Olympische Sommerspiele 2008         | Peking         | 02:04:03,16 | |
| 18. Aug. 2008 | 18   | ETU Triathlon European Championships | Lissabon       | 02:08:46    | über die olympische Distanz |
| 2008          | 7    | ITU Triathlon Worldcup               | Richards Bay   | 02:04:24    | Tania Haiböck holte sich in Südafrika die Qualifikation für einen Startplatz bei den Olympischen Spielen.                                                                                              |
| 27. Mai 2007  | 1    | Linz-Triathlon                       | Linz           | 01:00:39    | Siegerin Sprintdistanz |
| 2007          | 21   | ITU Triathlon Worldcup               | Eilat          | 02:06:08    | [ 5 ] |
| 2007          | 2    | ETU Triathlon European Championships | Kopenhagen     |             | in der Mannschaftswertung, zusammen mit Kate Allen und Eva Maria Dollinger |
| 30. Juli 2006 | 1    | ETU Triathlon European Cup           | Kopenhagen     | 02:07:16    | |
| 1. Juli 2006  | 1    | ETU Premium European Cup             | Kitzbühel      |             | Siegerin beim Kitzbühel-Triathlon auf der olympischen Distanz |
| 27. Mai 2006  | 1    | Linz-Triathlon                       | Linz           | 01:05:18    | Haiböck konnte ihren Sieg aus dem Vorjahr erfolgreich verteidigen. |
| 2006          | 9    | ITU Triathlon World Championships    | Lausanne       | 02:06:20    | hinter der Siegerin Emma Snowsill |
| 2006          | 5    | ETU Triathlon European Championships | Autun          | 02:12:31    | Fünfte hinter der Portugiesin Vanessa Fernandes |
| 2005          | 1    | Europacup                            | Alanya         |             | Sieg vor der Tschechin Lenka Radová |
| 28. Mai 2005  | 1    | Linz-Triathlon                       | Linz           | 01:06:54    | 750 m Schwimmen, 24 km Radfahren und 5 km Laufen |
| 2004          | 1    | ÖTRV Staatsmeisterschaft Triathlon   | Wien           |             | Triathlon-Staatsmeisterin beim Vienna City Triathlon |
| 2002          | 1    | ÖTRV Staatsmeisterschaft Triathlon   | Mieming        |             | Triathlon-Staatsmeisterin auf der Kurzdistanz |
| 1999          | 1    | Ausee Triathlon                      | Ausee          |             | |
| 1997          | 3    | Ausee Triathlon                      | Ausee          |             | |
| 1996          | 2    | Ausee Triathlon                      | Ausee          |             | |

| Datum/Jahr    | Rang | Wettbewerb                        | Austragungsort | Zeit | Bemerkung                                                                 |
| ------------- | ---- | --------------------------------- | -------------- | ---- | ------------------------------------------------------------------------- |
| 7. Mai 2006   | 1    | ÖTRV Staatsmeisterschaft Duathlon | Ternitz        |      | Duathlon-Staatsmeisterin (5 km Laufen, 20 km Radfahren und 2,5 km Laufen) |
| 2005          | 1    | ÖTRV Staatsmeisterschaft Duathlon | Kronstorf      |      | Duathlon-Staatsmeisterin                                                  |
| 22. Aug. 2004 | 3    | Powerman Austria                  | Weyer          |      |                                                                           |

(DNF – Did Not Finish)